# Jüdischer Friedhof (Bad Zwesten)

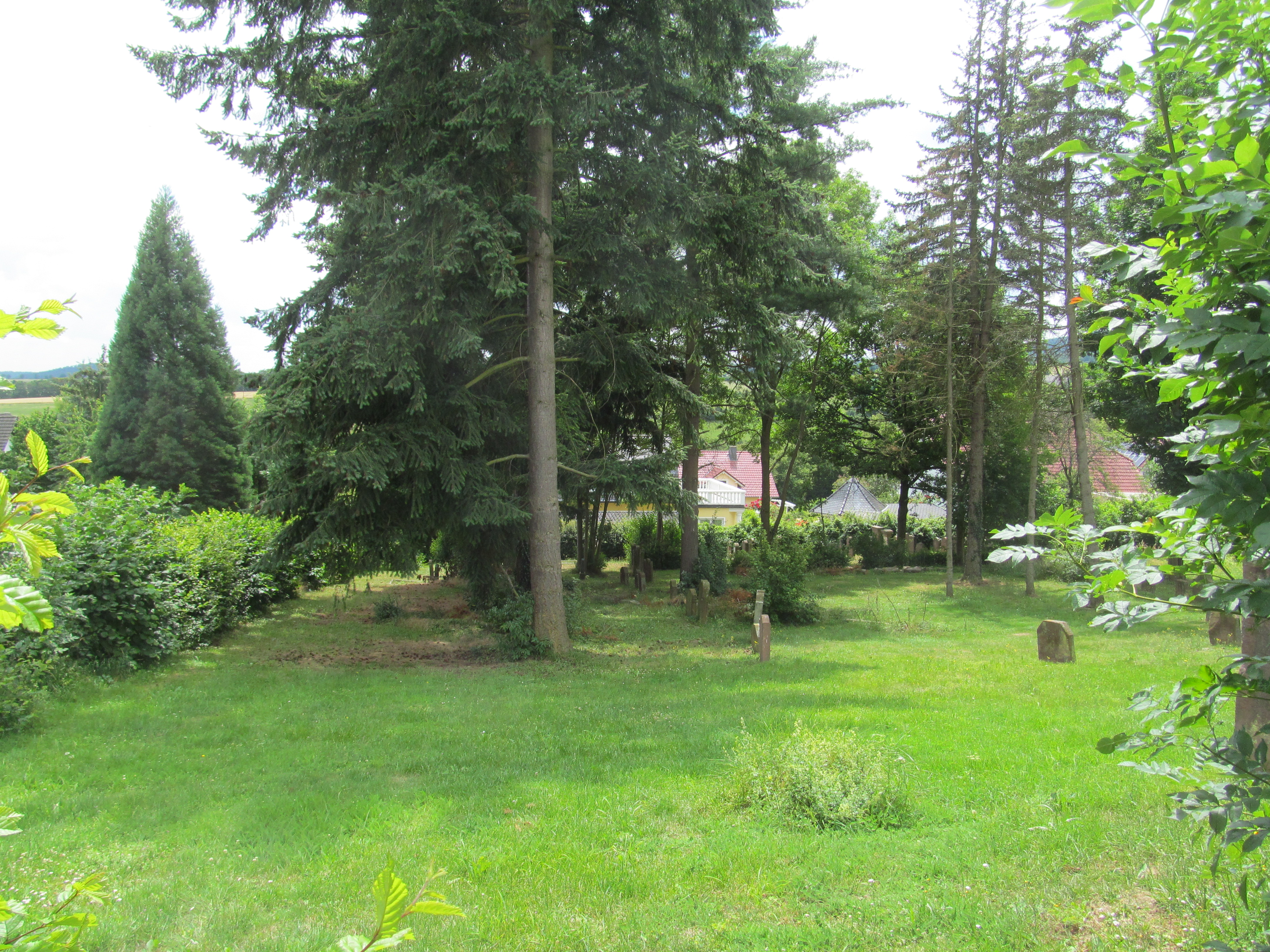
Jüdischer Friedhof in Bad Zwesten

Der Jüdische Friedhof Bad Zwesten ist ein Friedhof in der Gemeinde Bad Zwesten im Schwalm-Eder-Kreis in Hessen.
Der 2023 m² große jüdische Friedhof liegt im Westen des Ortes nördlich der Wildunger Straße an der Bergstraße. Er wurde bis 1938 belegt. Über die Anzahl der Grabsteine gibt es keine Angaben.